# Valeriano de Calahorra
Valeriano de Calahorra (primer tercio del siglo V), teólogo y escritor obispo de Calahorra.
Poco se sabe sobre él; algunas copias hispanas medievales del De viris illustribus de San Jerónimo añadieron a la obra dos biografías más de personajes ilustres de Calahorra, Valeriano y Aurelio Prudencio; el caso es que a comienzos del siglo V era un escritor tan renombrado como sabio (disertissimus) y que el poeta hispanolatino Aurelio Prudencio le dedicó en el año 405 el "Himno a San Hipólito de Roma", XI de su Peristephanon, recomendándole que introdujera su culto en la ciudad. Compuso además una fórmula de fe titulada "Fides" muy clara y concisa en momentos de gran confusión para el dogma, que se estudia todavía en las escuelas y universidades de teología.